# Emilia Fahlin
Emilia Fahlin, née le 24 octobre 1988 à Örebro, est une coureuse cycliste suédoise, professionnelle depuis 2007.

## Carrière

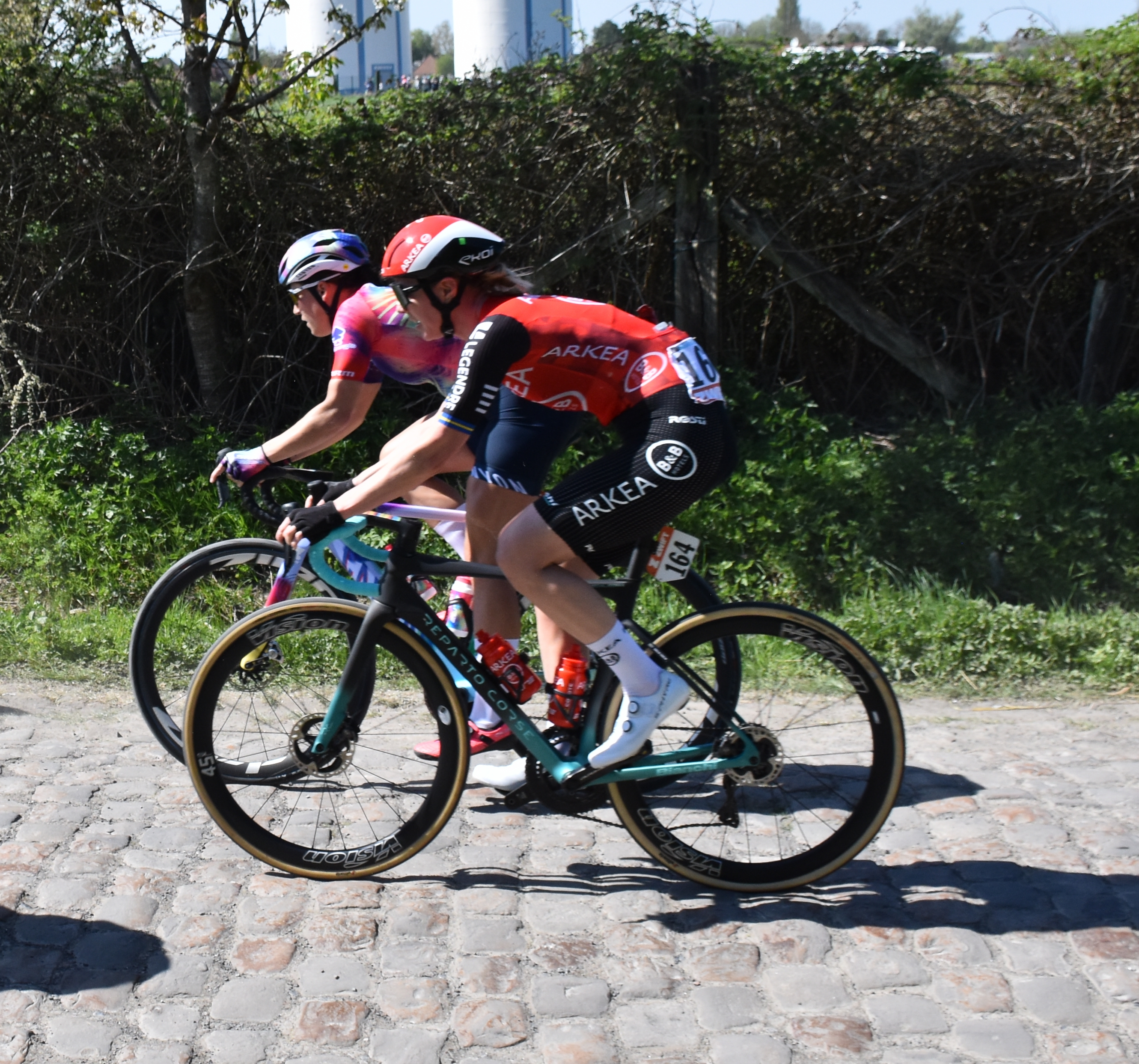
Emilia Fahlin #164 lors de Paris-Roubaix 2025.

### Saison 2007
En 2007, Emilia Fahlin rejoint l'équipe T-Mobile. Elle y reste jusqu'en 2012 même si l'équipe change de nombreuses fois de nom entretemps,.

### Saison 2008
Le 1er et le 2 mars, elle remporte deux courses organisées dans la ville de Merced.
En avril, elle gagne au sprint la troisième étape du Redlands Bicycle Classic en voulant protéger la place de leader du classement général de sa coéquipière Mara Abbott.
Emilia Fahlin gagne le titre sur route en Suède. Sur un parcours difficile, elle prend la bonne échappée avec Emma Johansson et Susanne Ljungskog. Elle se fait distancer dans les deux ascensions, mais parvient à recoller sur le plat. À deux kilomètres de l'arrivée, elle place une attaque décisive et profite de la mésentente des deux autres concurrentes.
En fin de saison, sur le Tour de Toscane féminin-Mémorial Michela Fanini, l'équipe remporte le contre-la-montre par équipe. Emilia Fahlin est sélectionnée pour les championnats du monde.

### Saison 2009
Elle participe au Tour de l'Aude. Dans la deuxième étape contre-la-montre par équipe, Columbia-HTC termine quatrième. Emilia Fahlin est septième de la difficile huitième étape.
Elle gagne le titre de championne de Suède contre-la-montre. Le 1er juillet, elle termine deuxième championne d'Europe de cyclisme espoirs contre-la-montre derrière Ellen van Dijk.

### Saison 2010
En 2010, elle remporte de nouveau le championnat de Suède contre-la-montre.
Elle est sélectionnée pour les championnats du monde de contre-la-montre et en ligne. Elle est neuvième du contre-la-montre.

### Saison 2011

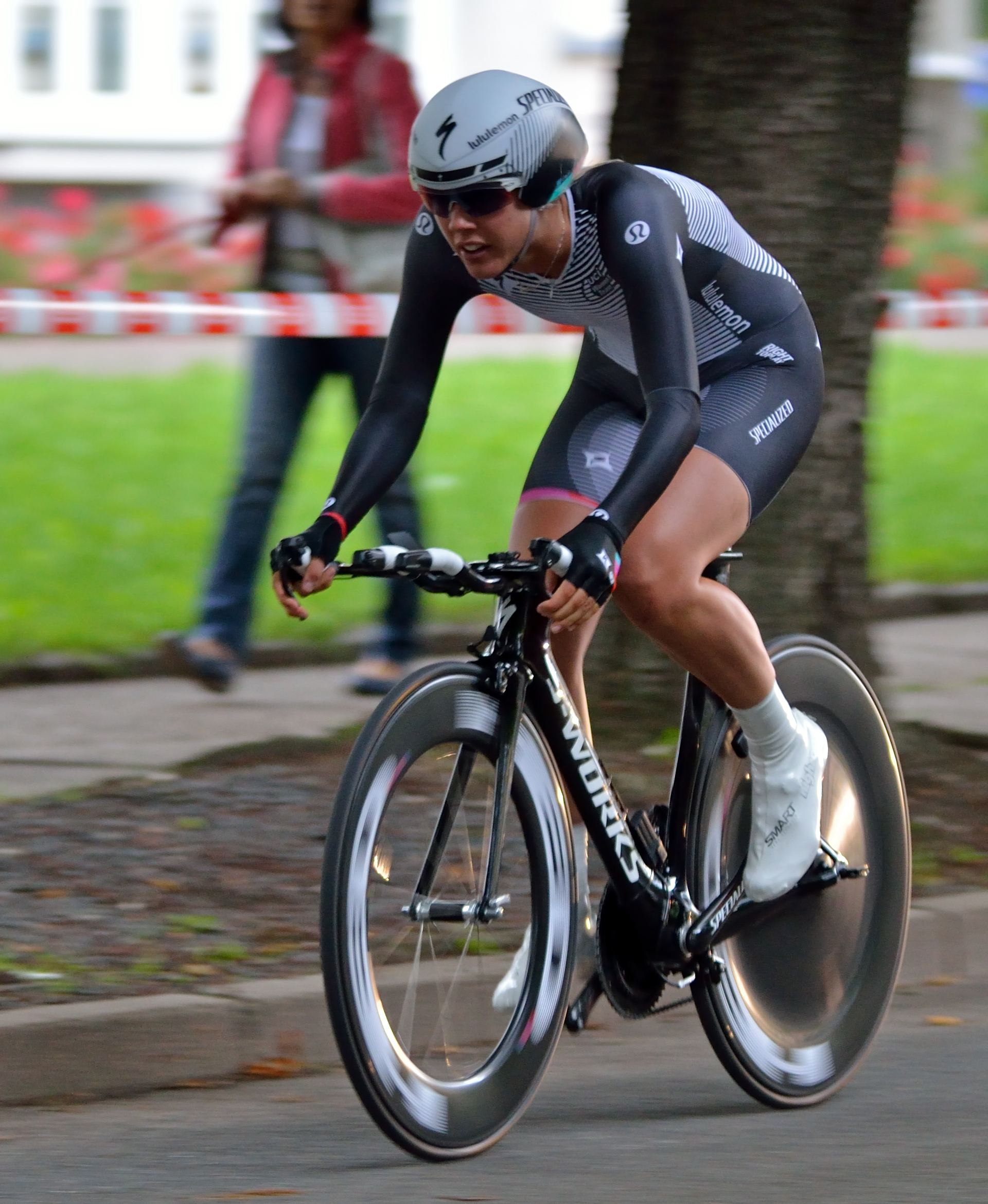
Au Tour de Thuringe 2012

En Suède, Emilia Fahlin gagne le championnat contre-la-montre avec quarante secondes d'avance sur Emma Johansson.
Elle s'impose sur le prologue du Tour de l'Ardèche, puis sur le contre-la-montre de la deuxième étape. Elle perd cependant treize minute sur Emma Pooley lors de la troisième étape. Fahlin remporte ensuite la cinquième et la sixième étape.

### Saison 2012

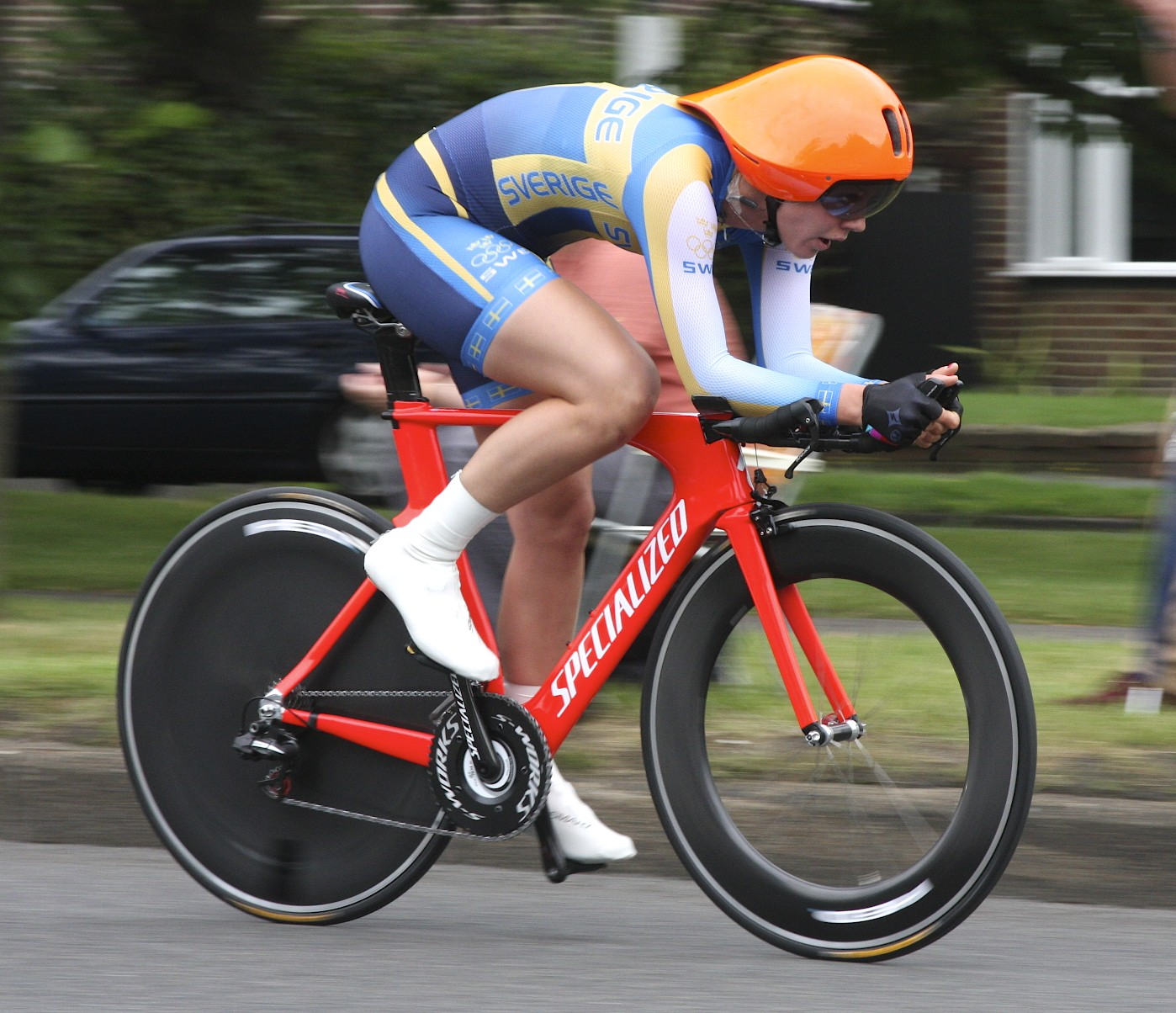
Aux jeux olympiques de Londres

Elle participe aux jeux olympiques.

### Saison 2016
Lors de l'Open de Suède Vårgårda, un groupe de neuf coureuses avec les principales équipes représentées part à mi-course. Il est constitué de : Emilia Fahlin, Amy Pieters, Chantal Blaak, Lotta Lepistö, Maria Giulia Confalonieri, Hannah Barnes, Amanda Spratt , Julia Soek et Shara Gillow. Même si l'avance de cette échappée ne dépasse jamais deux minutes, la poursuite ne s'organisant pas, elle se dispute la victoire. Emilia Fahlin anticipe le sprint et s'impose seule.

### Saison 2018
En avril, Emilia Fahlin court le Gracia Orlová avec l'équipe de Suède. Elle gagne les première et deuxième étapes. Lors du contre-la-montre, Olga Zabelinskaya s'empare de la tête du classement général. Emilia Fahlin s'impose sur la quatrième étape mais reste deuxième du classement général. Lors de la dernière étape, elle sort dans l'ultime kilomètre et reprend six secondes à Olga Zabelinskaya. Elle est donc lauréate de l'épreuve.
À l'Emakumeen Euskal Bira, sur la troisième étape, elles sont dix au pied de l'Alto de Arlaban dont Emilia Fahlin. Elle est battue au sprint par Amy Pieters,. En juin, Emilia Fahlin redevient championne de Suède sur route. Sur la Tour de Norvège, Emilia Fahlin est deuxième du sprint de la première étape derrière Marianne Vos. Elle réédite cette performance le lendemain, et est troisième de la dernière étape. Elle conclut la course à la deuxième place du classement général. Au Tour de Belgique, Emilia Fahlin est troisième du sprint de la première étape. Sur la deuxième étape, elle gagne encore une place derrière Jeanne Korevaar. Elle se montre encore à son avantage sur l'étape à Grammont avec une troisième place. Elle est finalement quatrième du classement général.

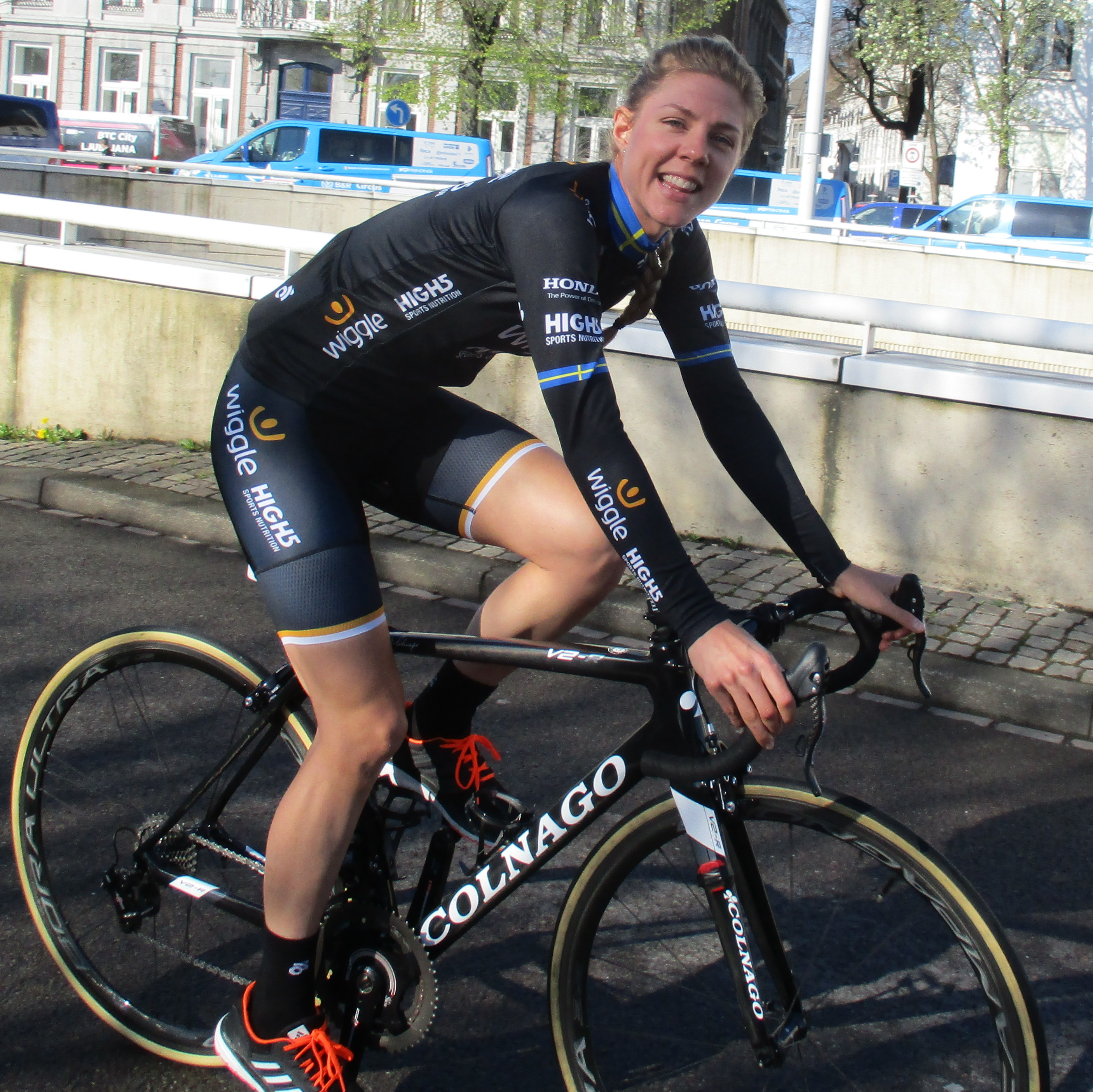
À l'Amstel Gold Race 2018

Au championnat du monde sur route, à cinquante kilomètres de l'arrivée, Coryn Rivera est rejointe par Ellen van Dijk, la jeune Elena Pirrone, Emilia Fahlin, Amanda Spratt et Malgorzata Jasinska. Plus tard, le groupe est doublé par Anna van der Breggen tandis qu'Amanda Spratt sort. Lors de l'ascension finale, Amy Pieters, Tatiana Guderzo et Karol-Ann Canuel rentrent sur le groupe Fahlin. À quinze kilomètres du but, Tatiana Guderzo passe à l'offensive et distance ses adversaires. Le groupe suivant se joue la quatrième place au sprint et Emilia Fahlin se montre la plus rapide,,.

### Saison 2019
Début juin, elle chute sur la tête et doit observer une période de repos.

### Saison 2020
Le 5 juin, elle prolonge avec la FDJ-Nouvelle Aquitaine-Futuroscope pour deux ans.

### Saison 2021
Elle prend la sixième place du sprint à Gand-Wevelgem. Au Tour de Thuringe, Emilia Fahlin fait partie de l'échappée de la première étape avec dix autres coureuses. Ce groupe se dispute la victoire. Emilia Fahlin se classe dixième. Elle est cinquième du sprint de la troisième étape. Le lendemain, tout se décide dans la dernière ascension de l'Hanka Berg. Emilia Fahlin prend la quatrième place. Elle est septième de la cinquième étape, surement l'étape reine,, puis troisième du sprint de la dernière étape. Elle est cinquième du classement général.

### Saison 2024
En novembre 2023, Arkéa annonce le recrutement d'Emilia Fahlin pour la saison 2024.

## Palmarès
- 2005
  -  Championne de Suède sur route juniors
- 2006
  - 3e du championnat de Suède sur route juniors
- 2008
  -  Championne de Suède sur route
  - 3e étape de la Redlands Bicycle Classic
  - Svanesunds 3-dagars
    - Classement général
    - 1re, 2e et 4e étapes

  - 1re étape du Tour de Toscane féminin (contre-la-montre par équipes)
  - 2e de l'Open de Suède Vårgårda
  - 2e du contre-la-montre par équipes de Vårgårda (cdm)
  - 3e du Tour of California Women's Criterium
- 2009
  -  Championne de Suède du contre-la-montre
  - Tour of California Women's Criterium
  -  2e du contre-la-montre du championnat d'Europe espoirs
- 2010
  -  Championne de Suède du contre-la-montre
  - 1re étape du Tour de Toscane féminin-Mémorial Michela Fanini (contre-la-montre par équipes)
  -  2e du contre-la-montre du championnat d'Europe espoirs
  - 9e du championnat du monde du contre-la-montre
- 2011
  -  Championne de Suède du contre-la-montre
  - Prologue, 2e, 5e et 6e étapes du Tour de l'Ardèche
  - 2e de la Flèche wanzoise
  - 3e du championnat de Suède sur route
  - 9e du championnat du monde du contre-la-montre
- 2012
  - 2e du championnat de Suède sur route
  - 3e du championnat de Suède du contre-la-montre
- 2013
  -  Championne de Suède sur route
- 2016
  - Open de Suède Vårgårda
  - 3e du championnat de Suède sur route
- 2017
  - 9e du championnat du monde sur route
  - 10e du championnat d'Europe sur route
- 2018
  -  Championne de Suède sur route
  - Gracia Orlová : 
    - Classement général
    - 1re, 2e et 4e étapes

  - 2e du Tour de Norvège
  - 3e du Tour de Belgique
  - 4e du championnat du monde sur route
  - 6e de la Madrid Challenge by La Vuelta
- 2019
  - 7e du Trofeo Alfredo Binda
  - 8e des Trois Jours de La Panne
- 2020
  - 3e du championnat de Suède du contre-la-montre
- 2022
  - 8e du championnat d'Europe sur route
  - 9e de la course en ligne de l'Open de Suède Vårgårda
- 2023
  -  Championne de Suède sur route
  - 3e de Gracia Orlová
  - 3e du championnat de Suède du contre-la-montre
- 2025
  - 2e du championnat de Suède sur route

## Résultats sur les grands tours

### Tour d'Italie
8 participations
- 2010 : non-partante (9e étape)
- 2011 : 74e
- 2013 : 87e
- 2014 : 104e
- 2015 : 75e
- 2018 : 87e
- 2020 : abandon (5e étape)
- 2022 : 88e

### Tour de France
2 participations
- 2024 : 101e
- 2025 : 124e

### Tour d'Espagne
1 participation
- 2025 : abandon (4e étape)

## Classements mondiaux
| Année                                 | 2007 | 2008 | 2009 | 2010 | 2011 | 2012 | 2013 | 2014 | 2015 | 2016 | 2017 | 2018 | 2019 | 2020 | 2021 | 2022 | 2023 | 2024 |
| ------------------------------------- | ---- | ---- | ---- | ---- | ---- | ---- | ---- | ---- | ---- | ---- | ---- | ---- | ---- | ---- | ---- | ---- | ---- | ---- |
| Classement UCI                        | 247e | 98e  | 81e  | 61e  | 53e  | 123e | 99e  | 319e | 662e | 53e  | 53e  | 22e  | 72e  | 36e  | 54e  | 92e  | 129e | 364e |
| UCI World Tour                        |      |      |      |      |      |      |      |      |      | 38e  | 64e  | 25e  | 40e  | 51e  | 57e  | 79e  | 120e | 287e |
|                                       |      |      |      |      |      |      |      |      |      |      |      |      |      |      |      |      |      |      |
| Légende : nc = non classéSource : UCI |      |      |      |      |      |      |      |      |      |      |      |      |      |      |      |      |      |      |

## Championnats
|                                | Année                                    | 2007 | 2008 | 2009 | 2010 | 2011 | 2012 | 2013 | 2014 | 2015 | 2016 | 2017 | 2018 | 2019 | 2020 | 2021 | 2022 | 2023 |
|                                | Championnats de Suède cyclisme sur route | 7e   | 1re  | 6e   | 6e   | 3e   | 2e   | 1re  | 4e   | NP   | 3e   | -    | 1re  | -    | 2e   | 5e   | 2e   | 1re  |
|                                | Championnats de Suède contre-la-montre   | -    | 8e   | 1re  | 1re  | 1re  | 3e   | 5e   | 4e   | -    | 2e   | -    | 2e   | -    | 3e   | -    | -    | 3e   |
|                                | Championnats d'Europe cyclisme sur route | x    | x    | x    | x    | x    | x    | x    | x    | x    | 57e  | 10e  | 16e  | -    | 11e  | -    | 8e   | 14e  |
|                                | Championnats d'Europe contre-la-montre   | x    | x    | x    | x    | x    | x    | x    | x    | x    | 28e  | AB   | -    | -    | -    | -    | -    | -    |
|                                | Championnats du monde cyclisme sur route | -    | AB   | AB   | 54e  | 20e  | AB   | AB   | AB   | 26e  | 61e  | 9e   | 4e   | 15e  | -    | -    | -    | 58e  |
|                                | Championnats du monde contre-la-montre   | -    | -    | 27e  | 9e   | 9e   | -    | 30e  | -    | -    | 16e  | -    | 16e  | -    | -    | -    | -    | -    |
| Médaille d'or, Jeux olympiques | Jeux olympiques cyclisme sur route       | x    | -    | x    | x    | x    | 19e  | x    | x    | x    | 27e  | x    | x    | x    | x    | -    | x    | x    |
| Médaille d'or, Jeux olympiques | Jeux olympiques contre-la-montre         | x    | -    | x    | x    | x    | 17e  | x    | x    | x    | -    | x    | x    | x    | x    | -    | x    | x    |

| Légende | Légende | Légende | Légende     | Légende | Légende              | Légende | Légende       |
| ------- | ------- | ------- | ----------- | ------- | -------------------- | ------- | ------------- |
| AB      | Abandon | NP      | Non-Partant | -       | Pas de participation | ×       | Pas d'épreuve |